# Djebel Tebaga
Der Djebel Tebaga (arabisch جبل طباقة, DMG Ǧabal Ṭabāqa) ist ein Höhenzug mit einer Maximalhöhe von 469 Metern im südlichen Tunesien auf dem Gebiet der Gouvernements Gabès (östlicher Gebirgsabschnitt) und Kebili (zentraler und westlicher Gebirgsabschnitt).

## Lage
Der Höhenzug erstreckt sich ausgehend von seinem östlichen Flügel (Djebel El Aziza) bei der Stadt El Hamma in Sichelform nach Westen und läuft nordwestlich der Kleinstadt Kebili aus. Von der Mitte bis zum westlichen Ende zerteilt sich der Höhenzug in zwei parallel verlaufende Hauptketten. Das Gebirge läuft westlich in einen Sattel aus, der die Trennung zwischen Chott el Fedjadj und dem Chott el Djerid darstellt und bei hohem Wasserstand eine Halbinsel bildet. Mit seinen nördlich abfallenden Flächen bildet er die südliche Abgrenzung des Chott el Fedjadj.

## Geologie
Innerhalb der geomorphologischen Zusammenhänge auf dem Gebiet Tunesiens ist er ein Beispiel für die nach Süden ausklingenden Antiklinalen des Atlassystems und bildet somit den Übergang zum Sockel des Sahara-Tafellandes. Deshalb zählt er zu jenen Höhenzügen, die man als präsaharischer Atlas bezeichnet.
Dieser Höhenrücken entstand, nachdem ein nicht mehr vorhandener Tebaga-Dom in der Senke des Chotts zusammengebrochen war. Dieser Vorgang wird auf die Spätphase des Tertiärs datiert. Abtragungen in diesem Raum durch Erosion und erneute Hebungen der verbliebenen Rücken führt bis in die Zeit des Quartärs zu dem heutigen Relief. Diese Abfolge ist für die Ränder der Chotts in Südtunesien exemplarisch.
Auf den Nordabhängen lagern unzählige Schuttfächer. Der Djebel Tebaga besteht überwiegend aus kreidezeitlichen Ablagerungen, aus dolomitischen Kalksteinen (aus dem Cenoman und Turon), Mergeln und Tonstein. An einigen wenigen Stellen treten permische Gesteine auf. Es wurden hierbei Riffkalke gefunden.

## Besiedlung und Wassergewinnung

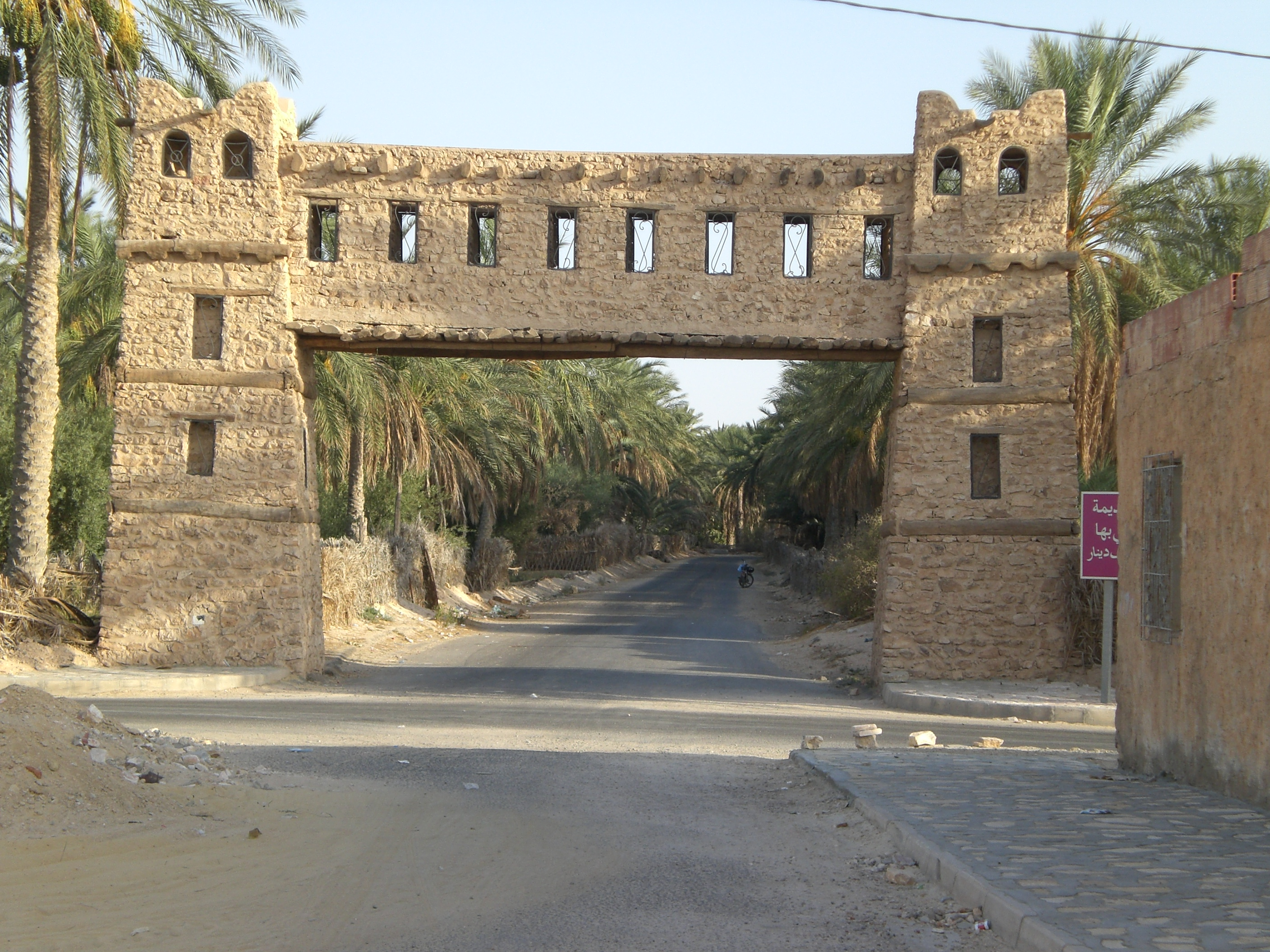
Einfahrt zur Oase Kebili

An seinem auslaufenden westlichen Flügel gruppieren sich einige kleine Oasen, die zu den Nefzaoua-Oasen gehören. Dort befinden sich einige ergiebige Ain (Quelltöpfe). Sie können in einzelnen Fällen einen Durchmesser von 80 Metern und die Tiefe von 10 Meter erreichen. Ihr Wasseraustritt erfolgt ohne größere Schwankungen. Das betrifft die Oasengärten Mannsoura, Telmine und Djedida sowie Rapta. Daneben gibt es noch einige Quellhügel, die weniger ergiebig sind.
In der Region sind zur Wasserversorgung Foggara (hier Khraig genannt) vorhanden. Es handelt sich dabei um von Menschen geschaffene unterirdische Kanäle, die ihr Wasser von ihren Anzapfungsstellen bis zu den Oasengärten leiten. Manche von der Nordseite des Gebirges fortführende Anlagen erhalten ihr Wasser durch Stollen, die auf seiner Südseite beginnen und durch einzelne Schluchten geführt werden.